# Cratere Priamon
Priamon è un cratere sulla superficie di Giapeto.